# Furbo di tre cotte
Furbo di tre cotte o di sette cotte è un modo di dire riferito figurativamente a una persona estremamente furba, dotata di un'astuzia sottile e di raffinata intelligenza .

## Uso
L'espressione si trova attestata in Pietro Aretino (1546) , in Federico De Roberto che nell'opera I Viceré (1892) narra di un "Abate borbonico di tre cotte" e in Eugenio Montale, che nella raccolta di racconti brevi scritti tra il 1946 e il 1950, intitolata Farfalla di Dinard, scrive di "un cozzone della Camargue, un cafone di tre cotte" .
Il termine "cotte" sta per "cottura" e si riferisce in alcuni casi al processo di raffinazione o di distillazione di alimenti o bevande tanto più purificati quanto più volte sottoposti al procedimento della cottura, per esempio tre o sette volte. Scriveva ad esempio Domenico Auda : «acqua vita di sette cotte, cioè della più purgata che si possi avere» .
In particolare, il procedimento delle tre cotte si usava per la raffinazione dello zucchero da canna in Sicilia per cui 
«[...]chi lo vuole perfettissimo e finissimo, lo fa di tre cotte, ricocendolo e ripurgandolo al fuoco tre volte» .